# Верано
Вера̀но (на италиански: Verano; на немски: Vöran, Фьоран) е село и община в Северна Италия, автономна провинция Южен Тирол, автономен регион Трентино-Южен Тирол. Разположено е на 1204 m надморска височина. Населението на общината е 926 души (към 2010 г.).

## Език
Официални общински езици са и италианският и немският. Най-голямата част от населението говори немски.
| %     | Роден език      |
| 2,10  | Италиански език |
| 97,90 | Немски език     |
| 0,00  | Ладински език   |